# Чумаши

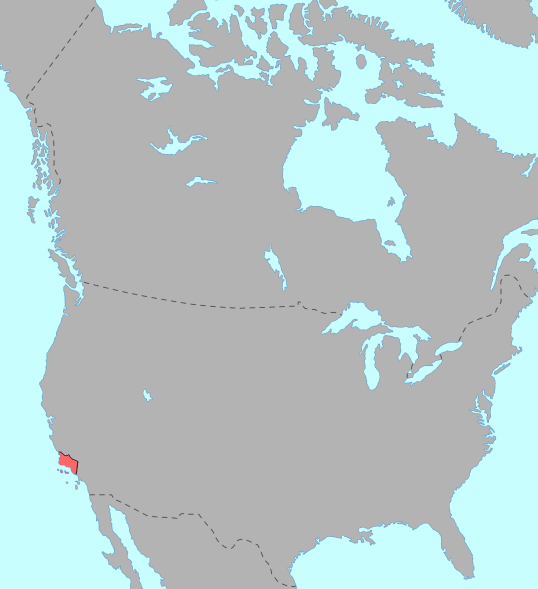
Область проживания чумашей до контакта с европейцами

Чумаши (англ. Chumash, самоназвание — Ughuigh, Oxoix) — некогда крупный индейский народ, проживающий на юге штата Калифорния по обоим берегам канала Санта-Барбара.
Чумаши не занимались земледелием, кормились охотой, рыбной ловлей и сбором дикорастущих растений в зависимости от времени года — таких, как жёлуди, тыквы или водоросли. Кроме того, они вели торговлю с соседними племенами — тонгва, ипай, диегеньо и другими.
Среди животных, которых почитали чумаши, была островная лисица — карликовая эндемичная разновидность серой лисы, обитающая на островах у побережья Калифорнии.
Племя чумашей состояло из примерно 150 поселений, в каждом из которых могло насчитываться до 1000 жителей. Во главе каждого из селений стоял наследственный вождь. Кроме того, в иерархии чумашей имелись нижние должностные лица, религиозные лидеры и «миряне». Нередко между соседними деревнями вспыхивали конфликты из-за границ.
В XVII веке, по оценкам антропологов, около 15 000 чумашей жило на материке и около 3000 на островах. В настоящее время[когда?] насчитывается около 280 чумашей, официально признанных в качестве племени, проживающих в резервации Санта-Инез в округе Санта-Барбара. Большинство чумашей вымерло из-за эпидемий, занесённых белыми. Кроме того, около 1500 человек претендуют на происхождение от чумашей, однако не вписаны в реестр племени.
Священная для племени Чумашская расписная пещера находится на территории учреждённого в 2001 году Национального монумента «Равнина Каррисо» и относится к территориям под защитой государства.
В середине 1960-х годов умер последний носитель чумашского языка. В настоящее время предпринимаются попытки реанимировать язык инесеньо.
| - Чумашские пиктограммы в пещере Сими-Валли, Калифорния - Рафаэль Соларес, вождь одного из чумашских поселений. Фотограф Леон де Сессак, конец XIX века - Островная лисица, которую чумаши почитали как священное животное |